# Kutsma

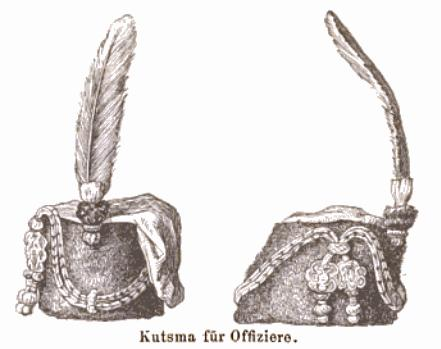
Kutsma

Der Kutsma ist eine Kopfbekleidung, die im Jahr 1863 bei den österreichischen Husaren eingeführt wurde. Sie wurde bereits 1872 durch den Tschako ersetzt.
Für Mannschaften wurden schwarze Lämmerfelle verwendet, dazu kam eine schwarz-gelbe Schnurverzierung aus Schafswolle und einer 24 cm (9,5 Zoll) langen, nach hinten gebogenen Hahnenfeder.
Für Offiziere wurde Astrachanfell verwendet, dazu eine schwarz-goldene Schnurverzierung und dazu eine 33 cm (13 Zoll) lange Adlerfeder.
Gemeinsam war ein nach rechts hängender Sack in den Regimentsfarben. Wurde der Mantel abgenommen, konnten Feder und Schnur im Mantelsack verstaut werden.